# Triplophysa tianeensis
Triplophysa tianeensis är en fiskart som beskrevs av Chen, Cui och Yang 2004. Triplophysa tianeensis ingår i släktet Triplophysa och familjen grönlingsfiskar. Inga underarter finns listade i Catalogue of Life.